# Життя в цифровому світі
Життя в цифровому світі (англ. Being digital) — книга Ніколаса Негропонте 1996 року, директора медіа-лабораторії Массачусетського технологічного інституту, в якій він говорить, що в близькому майбутньому наш світ стане цифровим.
Приниципи, викладені у книзі, стали предтечею програми під егідою ООН One Laptop per Child та створення покоління ноутбуків XO (див. Ноутбук за 100 доларів).